# Richard Le Gallienne
Richard Le Gallienne (Liverpool, 20 gennaio 1866 – Mentone, 15 settembre 1947) è stato un poeta e scrittore inglese.

## Biografia
Nacque Richard Thomas Gallienne. Successivamente cambiò il suo cognome in Le Gallienne. Abbandonò una sicura carriera familiare per la sua passione di scrittore. La sua prima opera, "My Ladies' Sonnets", risale al 1887. Nel 1889, Le Gallienne lavorò per un breve periodo come segretario di Wilson Barrett.  
Si sposò tre volte: la prima moglie fu Mildred Lee, che morì nel 1894 e da cui ebbe due figlie: Hesper Joyce Hutchinson (nata Le Gallienne) e Maria (morta durante il parto). Tre anni dopo, nel 1897, sposò Julie Nørregaard, una giornalista danese. La coppia ebbe una figlia, Eva Le Gallienne (1899-1991). Si separarono pochi anni dopo ed infine divorziarono nel 1911. Nello stesso anno Le Gallienne si sposò per la terza volta con Irma Perry (nata Hinton), precedentemente sposata con il cugino Roland Hinton Perry dal quale aveva avuto una figlia, Gwen Le Gallienne (nata Gwendolyn Hinton Perry) (1898 c.-1966). Le Gallienne in seguito svolse anche l'attività di traduttore dal danese. Vi fu una piccola diatriba riguardo al suo nome. 
Alcune sue opere furono adattate per il cinema e la televisione: nel 1916, negli Stati Uniti uscì il film The Chain Invisible, adattamento cinematografico di un suo libro e, nel 1956, una sua storia fu il soggetto dell'episodio tv Once Upon a Crime facente parte della serie Schlitz Playhouse of Stars. 

## Opere
Fra i tanti lavori ci furono:
- My Ladies' Sonnets and Other Vain and Amatorious Verses (1887)
- George Meredith: Some Characteristics (1890)
- English Poems (1892)
- The Religion of a Literary Man (1893)
- Robert Louis Stevenson: An Elegy and Other Poems (1895)
- The Book-Bills of Narcissus (1895)
- Quest of the Golden Girl (1896)
- Prose Fancies (1896)
- Retrospective Reviews (1896)
- Rubaiyat of Omar Khayyam (1897)
- If I Were God (1897)
- The Romance Of Zion Chapel (1898)
- In Praise of Bishop Valentine (1898)
- Young Lives (1899)
- Sleeping Beauty and Other Prose Fancies (1900)
- The Worshipper Of The Image (1900)
- The Love Letters of the King, or The Life Romantic (1901)
- An Old Country House (1902)
- Old Love Stories Retold (1904)
- Painted Shadows (1904)
- Romances of Old France (1905)
- Little Dinners with the Sphinx and other Prose Fancies (1907)
- Omar Repentant (1908)
- Attitudes and Avowals (1910) essays
- October Vagabonds (1910)
- New Poems (1910)
- The Maker of Rainbows and Other Fairy-Tales and Fables (1912)
- The Lonely Dancer and Other Poems (1913)
- Vanishing Roads and Other Essays (1915)
- The Silk-Hat Soldier and Other Poems in War Time (1915)
- Pieces of Eight (1918)
- The Junk-Man and Other Poems (1920)
- A Jongleur Strayed (1922)
- Woodstock: An Essay (1923)
- The Romantic '90s (1925)
- The Romance of Perfume (1928)
- There Was a Ship (1930)
- From a Paris Garret (1936)

### Traduzione
- Odes from the Divan of Hafiz (1903)
- Wagner's Tristan and Isolde (1909)